# Велятичівська сільська рада (Мінська область)
Велятичівська сільська рада (біл. Вяляціцкі сельсавет) — адміністративно-територіальна одиниця в складі Борисовського району розташована в Мінській області Білорусі. Адміністративний центр — Велятичі.
Велятичівська сільська рада розташована на межі центральної Білорусі, на північному сході Мінської області орієнтовне розташування — супутникові знімки [Архівовано 25 серпня 2011 у WebCite], на схід від районного центру Борисова.
До складу сільради входять 14 населених пунктів:
- Березівка • Борові • Велятичі • Дубник • Дубові • Заброддя • Зоричі • Кам'янка • Червона Гора • Новосади • Осинівка • Праборне • Рябинівка • Яблунька.